# Dan Lin
Dan Lin (chinês tradicional: 林暐, pinyin: Lin Wei) é um produtor de cinema americano de origem taiwanesa. Ele é o diretor executivo da Lin Pictures, uma empresa de produção cinematográfica que ele formou em janeiro de 2008.

## Juventude
Dan Lin nasceu em Taipei, Taiwan, filho de um executivo na indústria internacional de alimentos. Ele passou grande parte de sua infância em Hong Kong, onde seu pai trabalhou, antes de se mudar para os Estados Unidos aos cinco anos de idade.
Em 1994, Lin recebeu sua educação de graduação na Wharton School da Universidade da Pensilvânia e em 1999, obteve um M.B.A. da Harvard Business School.

## Carreira
Entre seu primeiro e segundo ano na Harvard Business School, Lin realizou um estágio no verão com Lorenzo Di Bonaventura, que era então executivo da Warner Bros. Pictures. Em 1999, um dia após a graduação de Lin, o executivo do estúdio imediatamente lhe ofereceu uma posição na Warner. Lin supervisionou o desenvolvimento e a produção do filme The Departed, premiado com o Óscar, dirigido por Martin Scorsese, e tem produzido vários outros filmes.
Em janeiro de 2008, ele formou a Lin Pictures, com sede na Warner Bros. Ele descreveu a transição de executivo de desenvolvimento para produtor como natural: "É uma relação simbiótica entre o estúdio e os produtores, todos trabalhamos juntos em direção ao mesmo objetivo - fazer o melhor filme possível."

## Filmografia

### Filmes
- Torque (2004) - Executivo de desenvolvimento
- The Departed (2006) - Executivo de desenvolvimento
- Unaccompanied Minors (2006) - Executivo de desenvolvimento
- Terminator Salvation (2009) - Produtor executivo
- Shorts: The Adventures of the Wishing Rock (2009) - Produtor executivo
- The Invention of Lying (2009) - Produtor
- The Box (2009) - Produtor
- Sherlock Holmes (2009) - Produtor
- Sherlock Holmes: A Game of Shadows (2011) - Produtor
- Gangster Squad (2013) - Produtor
- The Lego Movie (2014) - Produtor
- The Lego Batman Movie (2017) - Produtor
- Death Note (2017) - Produtor
- It (2017) - Produtor
- The Lego Ninjago Movie (2017) - Produtor
- The Lego Movie 2: The Second Part (2019) - Produtor
- Aladdin (2019) - Produtor
- Godzilla: King of the Monsters (2019) - Produtor executivo
- It Chapter Two (2019) - Produtor
- The Two Popes (2019) - Produtor
- Godzilla vs. Kong (2021) - Produtor executivo
- Haunted Mansion (2023) - Produtor

### Televisão
- Poe (2011) - Produtor executivo (piloto falho)
- The Secret Lives of Wives (2012) - Produtor executivo (piloto falho)
- To My Future Assistant (2013) - Produtor executivo (piloto falho)
- Forever (2014-2015) - Produtor executivo
- Lethal Weapon (2016) - Produtor executivo
- Frequency (2016) - Produtor executivo